# Igudesman & Joo
Igudesman & Joo è un duo musicale formato dal violinista russo Aleksej Igudesman e dal pianista anglo-coreano Richard Hyung-ki Joo. I due sono celebri soprattutto per combinare la musica classica con la cultura popolare, dando vita a spettacoli comici; il duo punta infatti a far apprezzare la musica classica ad un pubblico più vasto.
Aleksej Igudesman e Richard Hyung-ki Joo si conoscono all'età di dodici anni alla Yehudi Menuhin School, e già da allora iniziano a comporre assieme la loro musica. Nel 2004, seguendo le impronte di artisti come Victor Borge e Dudley Moore, fondano "A Little Nightmare Music", il loro personalissimo show dove propongono le loro performance comico-classiche, il quale riscuote in breve tempo ottime critiche e un buon numero di pubblico e li vede collaborare anche con alcune delle migliori orchestre del mondo ed esibirsi in importanti festival (tra i quali il Festival di Verbier, il Bergen International Festival, Yehudi Menuhin Festival e Saratoga Jazz Festival).